# Pedersker Sogn
Pedersker Sogn 
ist eine Kirchspielsgemeinde (dän.: Sogn)
auf der dänischen Insel Bornholm.
Bis 1970 gehörte sie zur Harde Bornholms Sønder Herred im damaligen Bornholms Amt, danach mit dem Wegfall der Hardenstruktur zur Åkirkeby Kommune im unveränderten Bornholms Amt, die wiederum zum Januar 2003 in der Bornholms Regionskommune aufgegangen ist. Die Regionskommune war zunächst – wie Kopenhagen und Frederiksberg – amtsfrei, also direkt dem Staat unterstellt, und wurde dann mit der Kommunalreform zum 1. Januar 2007 der Region Hovedstaden zugeordnet.
Im Kirchspiel leben 598 Einwohner, davon 230 im Kirchdorf (Stand: 1. Januar 2023).

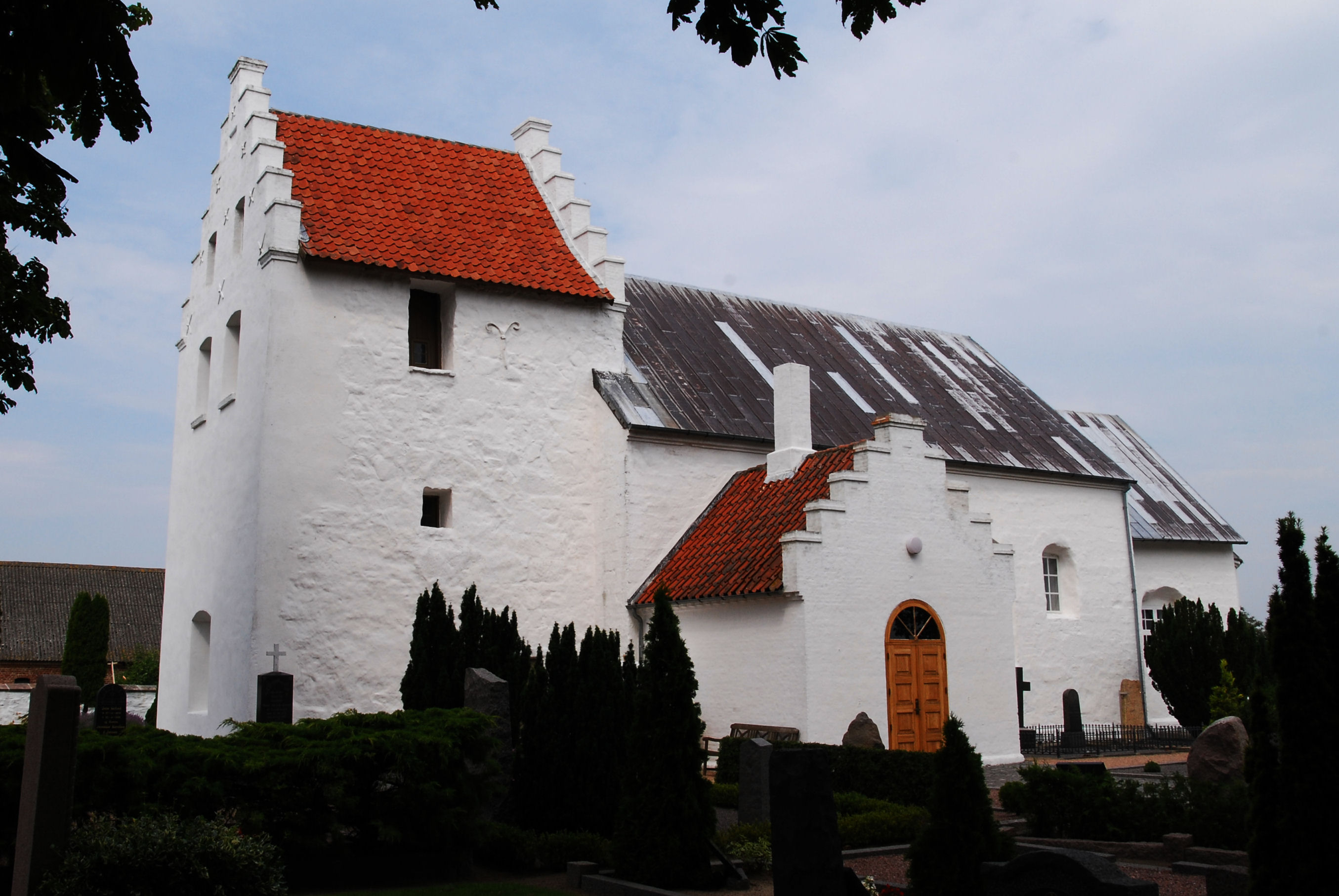
Sankt Peders Kirke

Im Kirchspiel liegt die Kirche „Sankt Peders Kirke“.
Pedersker Sogn wird durch das von Westen ins Gemeindegebiet eindringende Aaker Sogn und das von Osten eindringende Bodilsker Sogn in eine kleinere, nördlich gelegene Binnenexklave und einen größeren, an der Südküste liegenden Hauptteil geteilt. Weitere Nachbargemeinden sind im Norden Østermarie Sogn und im Osten das vom Bodilsker Sogn in gleicher Weise geteilte Poulsker Sogn.